# Karina Maruyama
Karina Maruyama (jap. 丸山 桂里奈, Maruyama Karina; * 26. März 1983 in Ōta, Tokio) ist eine japanische Fußballspielerin auf der Position des Stürmers. Mit der japanischen Nationalmannschaft gewann sie 2011 die Weltmeisterschaft in Deutschland.
Eine Fußballausbildung erhielt sie an der Tōkyō Gas Soccer School. Während ihrer Mittelschulzeit spielte sie für Yomiuri Menina, die Jugendmannschaft des Frauenligisten (L. League) Yomiuri Beleza. 1997 nahm sie an der 18. Nationalen Frauenfußballmeisterschaft teil. Nachdem sie auf die Oberschule wechselte, musste sie Menina verlassen und spielte für den Schulfußballklub. Später besuchte sie die Japanische Sportuniversität und wurde während dieser Zeit 2002 in die Japanische Fußballnationalmannschaft der Frauen aufgenommen.
Nach ihrem Hochschulabschluss trat sie 2005 in das Unternehmen TEPCO ein und wurde dort Mitglied der Frauenwerksmannschaft TEPCO Mareeze. Gleich im ersten Jahr wurde sie als Neuling des Jahres ausgezeichnet. 2009 verließ sie die Mannschaft und das Unternehmen und spielte 2010 für Philadelphia Independence in den USA. Am 17. September desselben Jahres wechselte sie jedoch wieder zurück nach Japan für die Mannschaft JEF United Ichihara Chiba Ladies.
Während der Fußball-Weltmeisterschaft der Frauen 2011 erzielte sie im Viertelfinale das Siegtor zum 1:0 gegen die deutsche Fußballnationalmannschaft der Frauen, die daraufhin aus dem Turnier ausschied. Das Tor wurde anschließend für die Wahl zum „Tor des Turniers“ nominiert.
Maruyama gehörte auch zum japanischen Kader für die Olympischen Spiele in London. Sie stand aber nur beim 0:0 gegen Südafrika in der Vorrunde in der Startformation. Im mit 1:2 gegen die USA verlorenen Finale wurde sie in der 86. Minute eingewechselt, konnte dem Spiel aber keine Wende mehr geben, so dass sie mit ihrer Mannschaft die Silbermedaille gewann.

## Erfolge
- Weltmeisterin bei der FIFA Frauen WM 2011 in Deutschland
- Silbermedaille bei den Olympischen Spielen 2012